# Joanna Kaja-Vallière
Joanna Kaja-Vallière ist eine polnische Organistin.
Kaja hatte ab dem sechsten Lebensjahr Klavierunterricht und studierte an der Musikakademie Łódź, wo sie Erste Preise in den Fächern Klavier, Cembalo, Improvisation, Musikanalyse und -geschichte erhielt. Ihre Masterarbeit schrieb sie über die Orgelmusik Olivier Messiaens.
Als Stipendiatin der französischen Regierung und des polnischen Kultusministeriums ging sie nach Paris und nahm dort Unterricht bei Susan Landale. Später trat sie in die Klasse von François-Henry Houbart am Konservatorium von Rueil-Malmaison ein und erhielt dort den Ersten Preis im Fach Orgel sowie den Prix d’Excellence und den Prix de Virtuosité, der ihr von Marie-Claire Alain überreicht wurde.
Kaja-Vasllière ist Titularorganistin an der Großen Bertrand-Cattiaux-Orgel der Kirche Saint-Pierre Saint-Paul in Courbevoie. Sie unterrichtet an den Konservatorien von Pecq und Marly le Roi und trat als Konzertorganistin in mehreren europäischen Landern auf, mit Domenico Severin nahm sie das Album Symphonies d’orgues (2013) auf.